# Lars Afzelius
Lars Afzelius, född 19 juni 1936 i Göteborg, död 7 juni 2001, var en svensk marinzoolog.
Afzelius var 1974–1999 föreståndare för Tjärnö marinbiologiska laboratorium. Han utnämndes till hedersdoktor vid Göteborgs universitet 1992.